# Вяткінська сільська рада (Усть-Пристанський район)
Вя́ткінська сільська рада (рос. Вяткинский сельский совет) — сільське поселення у складі Усть-Пристанського району Алтайського краю Росії.
Адміністративний центр та єдиний населений пункт — село Вяткіно.

## Населення
Населення — 646 осіб (2019; 832 в 2010, 1107 у 2002).